# Lynda Gratton
Pour les articles homonymes, voir Gratton.
Lynda Gratton, née en 1953, est une psychologue, consultante et professeur de management britannique.
Docteur en psychologie de l'université de Liverpool et docteur en sciences de gestion, elle dirige le Leading Edge Research Consortium, un groupe de recherche internationale sur le leadership depuis 1992. Elle est également professeur de comportement et d'organisation à la London Business School. Elle est surtout connue pour son travail sur les implications humaines dans les stratégies des entreprises, surtout depuis son premier ouvrage sur le sujet, Strategic Human Resource Management: Corporate rhetoric and human reality en 1999. 